# 漢字王國
，瑞典著名漢學家林西莉介紹漢字起源和特點的通俗著作，並被翻譯成中文、英文、法文、德文和芬蘭文等語言出版。本書於1989年获得瑞典奥古斯特文学奖。
本書根據作者在瑞典教中學生漢字的經驗而來，選取200多個與人的生活有關的漢字，以圖文並茂的方式講述其起源和特點。本書中文版迄今已印行二十多次。中國国务院副总理、外交部长钱其琛曾在《参考消息》撰文推许，有关教育专家将它选为适合中学生的基础读物。
本書作者採用其老師高本漢的方法，追溯漢字起源時運用了甲骨文與鐘鼎文的考古成果，例如指出「手」字來自一隻手五個手指的形狀。象形的「人」字演化出「從」（一個「人」跟著另一個「人」）、「化」（一個「人」與一個倒過來的「人」）、「比」（兩個「人」並排）、「北」（兩個「人」背靠背）等漢字。:26象形的「足」字演化出「止」、「出」（伸出「足」）等字。:40鐘鼎文的「身」字描繪的可能是一個懷孕的女人，中間兩橫指突出的胸部與腹部，而漢語「有身子」正是「懷孕」的意思。:41

## 版本

### 中文版
本書於1998年由李之義翻譯成《漢字王國》由山東畫報出版社出版簡體字版。2006年由台灣貓頭鷹書房出版正體字版《漢字的故事》，此版比《漢字王國》多出四個附錄（漢字的筆順、參考書目、 中國歷史朝代和時期、重要考古遺址位置圖），並加入作者序〈用「原體字」接觸漢字的源頭〉，表示漢字的原體看來複雜，其實字形結構很有邏輯及道理，「『原體字』（按：指正體字）永遠都會是漢字研究屹立不搖的根基」。2016年7月台灣貓頭鷹書房再版，加入〈十周年回看出版緣起〉一文，回顧當年在台灣出版本書的經過。林西莉將本書編成一本給孩子的書《给孩子的汉字王国》，以五百多幅图片表现汉字的造型来源，2016年8月由中信出版集团作為「给孩子系列」之一出版。
台灣2016年大學學科能力測驗國文科選擇題第三題從本書取材，要考生辨別「果」、「采」這兩個字的造字是象形、會意或指事。

### 英文版
本書由Joan Tate翻譯成英文，書名是China: Empire of Living Symbols，於1991年由Addison-Wesley出版。2008年由Da Capo Press出版另一版本。